# Kungen av Dalarna
Kungen av Dalarna är en svensk dramafilm från 1953 i regi av Gösta Bernhard och  Emil A. Lingheim.

## Om filmen
Filmen premiärvisades 20 maj 1953 på biograf Saga i Stockholm. Inspelningen skedde med ateljéfilmning vid AB Europa Studio i Sundbybergs stad med exteriörer från bland annat Drottningholms slott, Centralen och Vasaloppsstarten i Sälen av Holger Iacobæus. För koreografin svarade Egon Larsson.

## Roller i urval
- Adolf Jahr - Erik Johan Kasimir Andersson Wasa, "Kungen av Dalarna", urmakare i Mora
- Sigge Fürst - Mattsson, direktör för Hotell Gustaf Wasa, Dalarnas statsminister
- Sture Lagerwall - Malm, redaktör, svensk utrikeskorrespondent i Dalarna
- Charlie Norman - Kalle, pianist
- Gösta Bernhard - Johan Andersson, "Kronprinsen", skådespelare, Eriks son
- Elof Ahrle - Olsson, skräddare, Dalarnas inrikesminister
- Iréne Söderblom - Sussi, revystjärna
- Margareta Fahlén - Kristina, "Prinsessa", servitris, Eriks dotter
- Rut Holm - Barbara, "sessa", tvätterska, Eriks brorsdotter
- Dagmar Ebbesen - "Madame Hoppet", påkläderska, tillförordnad bödel
- Gull Natorp - Katarina, "sessa", tvätterska, Eriks brorsdotter
- Margit Andelius - Ulla, "sessa", tvätterska, Eriks brorsdotter
- Wiktor "Kulörten" Andersson - "Korv-Anders", korvförsäljare, Dalarnas handelsminister
- Fritiof Billquist - landshövdingen i Mora
- Georg Adelly - poliskonstapel i Mora
- Curt Åström - poliskonstapel i Mora

## Musik i filmen
- Och nu är det vinter, kompositör Lars August Lundh, text Zacharias Topelius, instrumental.
- Sjung vad du har hjärta till, kompositör och text Gösta Bernhard, sång Gösta Bernhard
- Burlatskaja/Svornik russkich narodnych psen/Éj uchnem'! (Pråmdragarnas sång/Volgasången), svensk text Miguel Torres, instrumental.
- Children's March, kompositör Joseph Walter, instrumental.
- Choose Your Partner (Här ska dansas), kompositör och text Bruce Balcome, svensk text Gösta Rybrant, framförs på engelska med sång av Iréne Söderblom
- Frösöblomster. D. 1. Sommarsång, kompositör Wilhelm Peterson-Berger, text Rune Lindström, instrumental framförs på piano av Charlie Norman
- Jolly and Gay, kompositör King Palmer, instrumental.
- Kingdom Coming (En dag skall solen skina (lysa)), kompositör och text Henry Clay Work,  svensk text Eric Sandström, framförs på engelska med sång av Alice Babs
- I Dalom, instrumental.
- Dalecarlia Boogie, kompositör Charlie Norman, instrumental framförs på piano av Charlie Norman
- Gånglåt från Mockfjärd
- Karl Jerker Speleman, kompositör Gustaf Westerman, text Sven Paddock
- Anchors Aweigh, kompositör Charles A. Zimmerman, text 1906 Alfred H. Miles text 1926 Royal Lovell, instrumental, framförs på en speldosa
- Sov Dukke Lise (Lillan ska sova/Docklisa), kompositör Elith Worsing, dansk text Ludvig Brandstrup, svensk text S.S. Wilson, instrumental.
- Kovan kommer, kovan går (Gesällvisa), kompositör Emil Norlander, instrumental.
- Ja, må han leva!, instrumental.
- When It's Lamp Lighting Time in the Valley (När ljusen tändas därhemma), kompositör och text Joe Lyons, Sam C. Hart,  Herald Goodman, Dean Upoon och Curt Poulton, svensk text Nils Hellström, framförs av okänd sångare
- Einzug der Gladiatoren, op. 68 (Gladiatorernas intåg), kompositör Julius Fučík, instrumental.
- Man bli'r saa glad naar Solen Skinner (Jag blir så glad när solen skiner), kompositör Kai Normann Andersen, dansk text Carl Viggo Meincke svensk text Arne Alm, framförs av okänd sångare
- Hur många hjärtan har du krossat?, kompositör Svend Asmussen, text Dix Dennie, framförs av okänd sångare